# Switłe (obwód tarnopolski)
Switłe  (ukr. Світле; do 1967 roku Wadowa) – wieś na Ukrainie w obwodzie tarnopolskim, w rejonie czortkowskim.
Przynależność administracyjna przed 1939 r. Wadowa: gmina Koropiec, powiat buczacki, województwo tarnopolskie.
Do 2020 w rejonie monasterzyskim.